# Maria McKee
Maria Luisa McKee (ur. 17 sierpnia 1964, w Los Angeles) – amerykańska piosenkarka.
Jest siostrą przyrodnią piosenkarza Bryana MacLeana. 
W 1982 była współzałożycielką zespołu Lone Justice, z którym wydała dwie płyty. W 1989 rozpoczęła karierę solową, wydając płytę nazwaną własnym imieniem i nazwiskiem. Wielką popularność przyniósł jej utwór Show Me Heaven. Pojawił się on także w filmie Szybki jak błyskawica. Późniejsze jej wydawnictwa nigdy nie odniosły podobnego sukcesu, nawet mimo zamieszczenia utworu If Love Is a Red Dress (Hang Me in Rags) na soundtracku Pulp Fiction.

## Dyskografia

### Lone Justice
- Lone Justice (1985)
- Shelter (1986)
- BBC Radio 1 Live in Concert (1993)
- This World Is Not My Home (1998)

### Albumy solowe
- Maria McKee (1989)
- You Gotta Sin to Get Saved (1993)
- Life Is Sweet (1996)
- Ultimate Collection (2000)
- High Dive (2003)
- Live in Hamburg (2004)
- Peddlin' Dreams (2005)